# Giacomo Zoli
Giacomo Angelo Zoli (Brescia, 30 giugno 1989) è un rugbista a 15 italiano, tallonatore.

## Biografia
Cresciuto nelle giovanili della Bassa Bresciana Rugby, nel 2007 è passato al Rugby Calvisano, squadra con la quale due anni più tardi ha esordito in prima squadra e nel 2012 ha conquistato il suo primo Scudetto in carriera e il suo primo Trofeo Eccellenza.
In precedenza era stato convocato nelle giovanili della Nazionale Italiana, dall'Under 17 all'Under 19.
Nell'estate del 2012 si trasferisce al Rugby Lumezzane.

## Palmarès
- Campionati italiani: 1
Calvisano: 2011-12
- Trofei Eccellenza : 1
Calvisano: 2011-12